# Adolphe Biarent
Adolphe Biarent (født 16. oktober 1871 i Fresnes-les-Gosselies - død 4. Februar 1916 i Charleroi, Belgien) var en belgisk komponist, lærer, cellist, rektor og dirigent.
Biarent studerede komposition, direktion og cello på Det Kongelige Musikkonservatorium i Brussel og Ghent.
Han har skrevet en symfoni, orkesterværker, kammermusik, solo klaverstykker, sange, og koncert musik etc. Biarent var inspireret af Ludwig van Beethoven, Cesar Franck og Richard Wagner og den italienske musik.

## Udvalgte værker
- Symfoni i Dm - for Orkester
- Poem Heroique - Symfonisk Digtning
- Rapsodie Wallone- for Klaver og Orkester
- Contes d´Orient - Orkester Suite